# 真光寺 (神戸市)
真光寺（しんこうじ）は神戸市兵庫区にある時宗の仏教寺院。

## 歴史
- 仁明天皇（833年 - 850年）のころ、恵萼が唐より観世音を持ち帰り、和田岬で船が動かなくなったので、堂を建てて祀ったのが始まりという。
- 建治2年（1276年）一遍上人がこの観音堂に住して中興開祖となる。
- 正応2年（1289年）8月23日、一遍上人51歳で遷化。
- 遊行2世他阿上人が寺を建て、伏見天皇から真光寺の名を賜り、時宗の寺となる。寺伝によると、赤松則村（円心）が境内8町四方、寺領数百を寄進とある。
- 応安2年（1369年）、第6世尊観法親王が本山鎌倉遊行寺の遊行上人となり、以後本山遊行上人の兼帯となる。
- 慶長年間（1596年 - 1614年）除地の黒印を得、「大道場屋敷分事」として仏堂・僧堂など34とある。
- 元禄5年（1692年）の届書には大徳院・法林院・慶重院・善長庵・乾寮・竜蔵庵・陽徳院・常徳院・養生庵などの塔頭を記録している。
- 天明8年（1788年）の記録によれば、塔頭には陽徳院・宝積院・修善院・西北院・聖徳院があった。
- 明治28年（1895年）12月23日、山階宮晃親王より染筆の扁額二葉を下賜された[1]。
- 昭和20年（1945年）の神戸大空襲で全伽藍を焼失。清盛七弁天の真野弁天は大日堂にあったという。

## 史跡・文化財

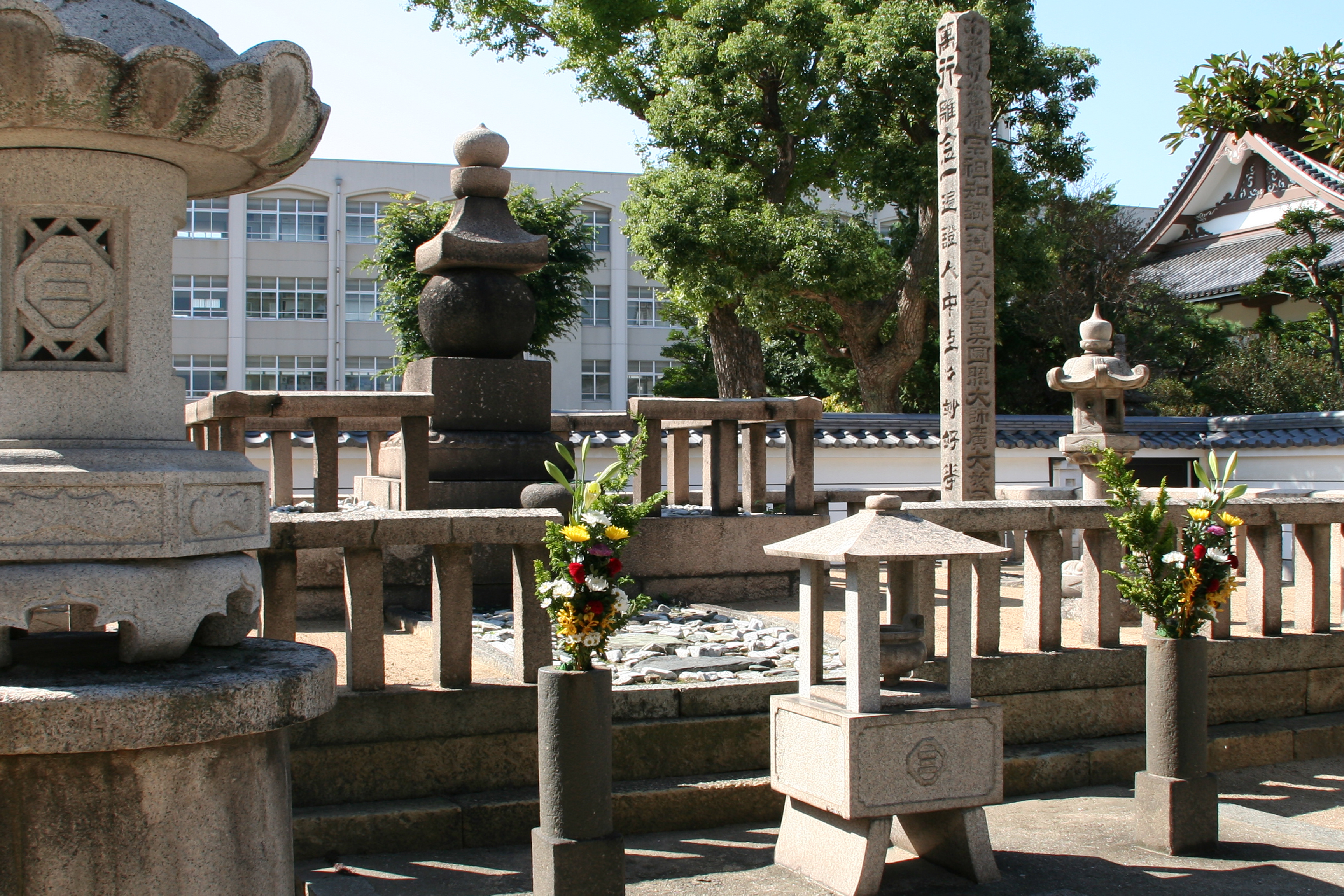
一遍上人五輪塔

一遍廟所
兵庫県指定記念物（史跡）（昭和46年4月1日指定）
鎌倉時代後期
遺体は敬慕する沙弥教信のように野に捨てて獣に施せとの一遍の遺言であったが、在地の人々の結縁により観音堂前の松の根元で荼毘に付し、廟を設けたという。
花崗岩製石造五輪塔
兵庫県指定重要文化財（建造物）（昭和46年4月1日指定）
鎌倉時代後期 - 南北朝時代
高さ1.95 cm、阪神・淡路大震災で倒壊した時、中から骨灰が現れたという。
「紙本著色遊行縁起」10巻
重要文化財（明治34年8月2日指定）
鎌倉時代

## 札所本尊
- 福原西国三十三観音霊場第33番札所
- 聖観音

## 交通
- JR神戸線「兵庫駅」下車、徒歩10分